# 佐野延勝

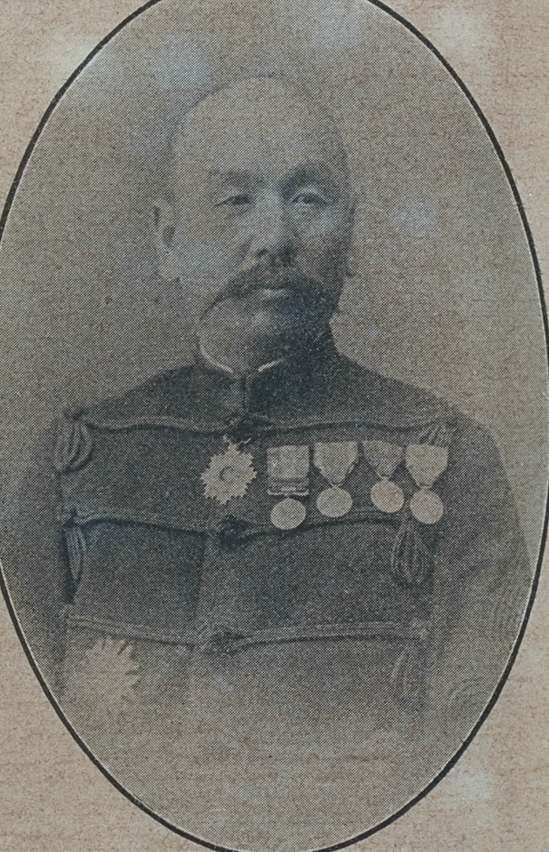
佐野延勝

佐野 延勝（さの のぶかつ、1849年9月3日（嘉永2年7月17日） - 1915年6月3日）は、日本の陸軍軍人、政治家、華族。最終階級は陸軍中将。貴族院議員、男爵。旧姓・松村。

## 経歴
本籍静岡県。江戸で幕臣松村延方の長男として生れる。陸軍兵学寮青年学舎を修了し、明治4年（1871年）、陸軍少尉任官。騎兵第1大隊長、東京鎮台騎兵隊長などを歴任し、征討軍団参謀として西南戦争に出征。
1880年（明治13年）4月、陸軍省軍馬局長に就任。1885年（明治18年）埼玉県士族佐野直久死没につき相続。松村より改姓。1886年（明治19年）3月、騎兵大佐に昇進し騎兵局長となる。1887年（明治20年）6月、騎兵監に発令され、1891年（明治24年）6月、陸軍少将に進級し日清戦争を迎えた。
1896年（明治29年）12月3日、その功績により男爵の爵位を授爵し華族となった。1898年（明治31年）1月、待命となり、同年2月、陸軍中将に進むと同時に予備役に編入。1907年（明治40年）4月1日、後備役となる。
1904年（明治37年）7月10日から1911年（明治44年）7月9日まで貴族院男爵議員に1期在任した。
1915年（大正4年）6月3日没。墓所は台東区安立寺。

## 栄典
位階
- 1891年（明治24年）6月13日 - 従四位[5]
- 1897年（明治30年）3月22日 - 正四位[6]

勲章等
- 1885年（明治18年）11月19日 - 勲三等旭日中綬章[7]
- 1889年（明治22年）11月29日 - 大日本帝国憲法発布記念章[8]
- 1895年（明治28年）
  - 8月20日 - 勲二等瑞宝章[9]
  - 11月18日 - 明治二十七八年従軍記章[10]
- 1896年（明治29年）12月3日 - 男爵[11]